# مدرسة بابليك
مدرسة بابليك هي مدرسة مستقلة مختلطة التعليم تقع في كوفنتري ، إنجلترا ، تأسست عام 1344 من قبل إيزابيلا من فرنسا ، أرملة إدوارد الثاني ، مما يجعلها واحدة من أقدم المدارس في المملكة المتحدة . وهي جزء من مؤسسة مدرسة كوفنتري ، وهي مؤسسة خيرية مسجلة ، 

## تاريخ

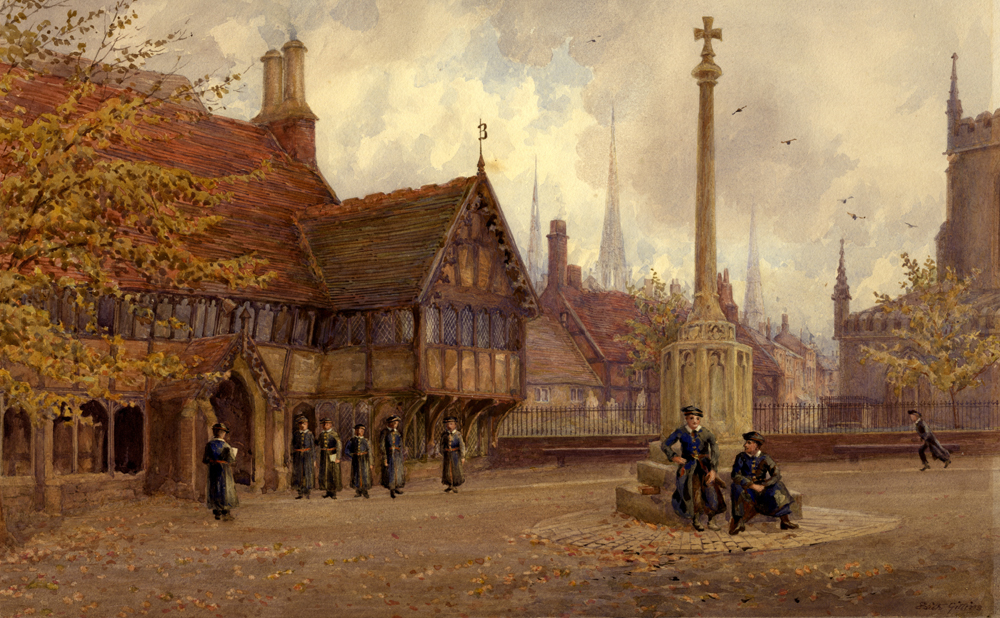
المدرسة في ستينيات القرن التاسع عشر.

بدأت من قبل أرملة إدوارد الثاني الملكة إيزابيلا في عام 1344 ،  كانت بابليك (أو بابيلاك في اللغة الإنجليزية الوسطى) مدرسة عامة تقع لأول مرة في شارع هيل في كوفنتري. منحت إيزابيلا نقابة القديس يوحنا أرض بابلاك التي تأسست عليها كنيسة القديس يوحنا ومدرسة بابليك المرتبطة بها.  لا تزال كنيسة بابليك ، المعروفة الآن باسم كنيسة القديس يوحنا ، قائمة بجوار مباني المدرسة الأصلية. لا تزال المدرسة تقيم حفلات موسيقية في الكنيسة ، وقد غنت Evensong هناك مرة واحدة. كان العديد من التلاميذ في الأصل مؤلفي الكنيسة. استمرت العلاقة من خلال شخصية إدوارد جاكسون ، الذي كان منذ عام 1734 نائبًا للكنيسة ومديرًا للمدرسة. استمر توسيع موقع بابليك من خلال منح الأراضي.

### قائمة المديرين
- القس. إدوارد جاكسون (1734–1758)
- السير وليام مور (1822-1824)
- د. هنري ماندر (1824–1870)
- FW Humberstone MA (1870–1890)
- القس. دكتور فرانكلين (؟ -؟ )
- EA Seaborne MA (1937–1962)
- EH Burrough MA (1962–1977)
- مارتن دبليو باركر إم إيه (1977-1991)
- الدكتور ستيوارت نوتال (1991-2006)
- جون دبليو واتسون ماساتشوستس (2006-2019)
- أندرو إم رايت البكالوريوس (2019-2021)
- كريس آر سيلي MPhil (2021)
- د. دينيل سميث (2021 إلى الوقت الحاضر)

## تَخطِيط

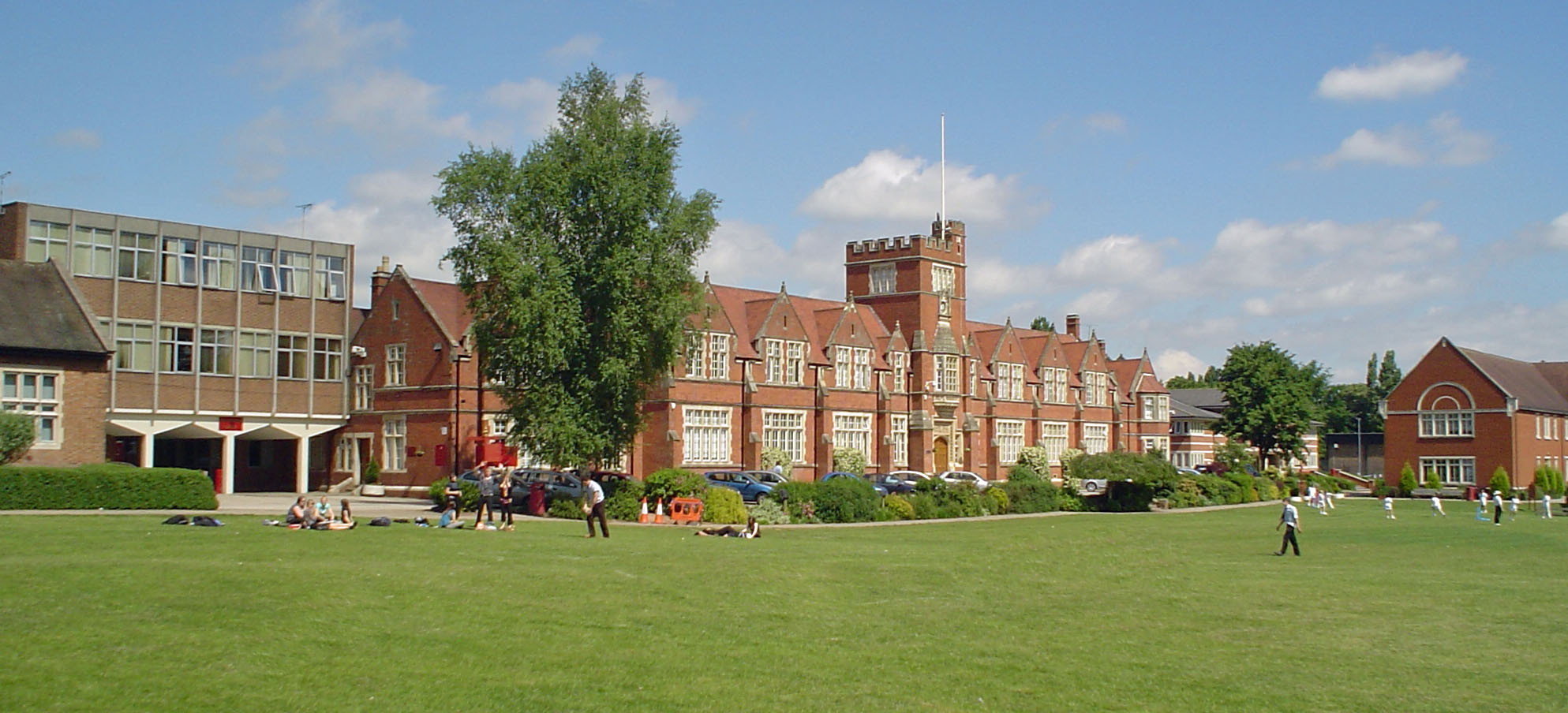
مبنى المدرسة الرئيسية في الوسط ، مع كتلة اللغة الإنجليزية والدراما والموسيقى وكتلة اللغة على يمين الصورة ؛ كتلة النموذج السادس وربع العلوم على اليسار

يضم موقع بابليك مدرستين: مدرسة ابتدائية تأخذ الأطفال بين السنة الثالثة والسادسة ، ومدرسة ثانوية تأخذ الأطفال بين الصف السابع والسادس. على الرغم من أن المدرسة الإعدادية مستقلة رسميًا ، إلا أن استيعابها يرتفع عمومًا كمجموعة إلى المدرسة الثانوية. في المدرسة الرئيسية ، هناك كتل مخصصة لمواضيع محددة ، مثل العلوم والموسيقى والدراما واللغة الإنجليزية مجتمعة ، وكتلة اللغات. يحتوي مبنى المدرسة الرئيسية على غرف للتاريخ والجغرافيا وعلوم الكمبيوتر والفن والتصميم والتكنولوجيا والرياضيات. تحتوي المدرسة على مسبح ومرافق رياضية داخلية في الموقع بما في ذلك جدار تسلق صناعي داخلي وصالة ألعاب رياضية مجهزة بالكامل. كما أن لديها أربعة ملاعب تنس ، والتي تستخدم كملاعب كرة شبكة في أوقات أخرى من العام. يوجد خارج الموقع ستة ملاعب للرجبي ، لعبة الهوكي العشب الصناعي (مع الأضواء الكاشفة) وثلاثة مربعات للكريكيت. تعرض جناح الكريكيت ، الذي يضم غرف تغيير الملابس ، للصاعقة في 28 يونيو 2005 ، وكان غير مستخدم حتى ربيع 2006. في EDM - قسم اللغة الإنجليزية / الدراما / الموسيقى - يوجد مسرح كبير وغرفة بروفة يستخدم كلاهما للمسرحيات والحفلات الموسيقية.

## منازل
| اسم المنزل | مؤسسة | متقاعد    | أعيد تأسيسها | قمة                  | ألوان البيت                           |
| ---------- | ----- | --------- | ------------ | -------------------- | ------------------------------------- |
| ويتلي      | 1563  | غير متوفر | غير متوفر    | متفائل رأس الأيل أو  | المارون والذهب                        |
| الفواتير   | 1894  | ؟         | غير متوفر    |                      |                                       |
| كرو        | 1894  | غير متوفر | غير متوفر    | السمور كورفوس أرجنت  | أبيض وأسود (أزرق كحلي وأرجواني لاحقًا) |
| خباز       | 1896  | ؟         | 2021         |                      |                                       |
| فيرفاكس    | 1896  | غير متوفر | غير متوفر    | أزور كروسليت أرجنت   | أزرق سماوي وذهبي                      |
| بايلي      | 1900  | غير متوفر | غير متوفر    | Gules a Motte Argent | احمر و ابيض                           |

## الظهور في وسائل الإعلام
ظهرت في جزء من فيلم عيد الميلاد 2009 الميلاد ! تم تصويره في المدرسة.
تم تصوير الحلقات الثلاث الأولى من سلسلة العودة في الوقت المناسب للمدرسة 2019 على قناة بي بي سي تو ، التي تغطي الفترة من 1895 إلى 1959 ، في المدرسة.